# Новополье (Псковская область)
Новопо́лье — деревня в Плюсском районе Псковской области России. Входит в состав Лядской волости.
Расположена на правом берегу реки Яня, в 60 км к северо-западу от райцентра Плюсса, в 19 км к северо-западу от волостного центра Ляды и в 3 км к западу от деревни Заянье.

## Население
Численность населения деревни на 2000 год составляла 18 человек, по переписи 2002 года — 14 человек.

## История
До 1 января 2006 года деревня входила в состав ныне упразднённой Заянской волости.

## Упоминание в художественной литературе
В деревне Новополье происходит действие в одном раннем произведении И. Алимова цикла «Вениамин Гусь: посмертные стихи». Строчки ироничного содержания идут под заголовком «Полевые стихи написанные мною уже после смерти, когда я был в деревне Новополье, что на берегу реки Яня Псковской губернии». Для примера можно привести небольшой отрывок.

Свирепы слепни на закате.

Язвит конь Ванька их хвостом.

В туман воды, визжа и воя,

С мостков попрыгал девок взвод.— 03 Дек 1989